# Elena Hauer
Elena Hauer (* 13. Februar 1986 in Meerbusch) ist eine ehemalige deutsche Fußballspielerin.
Die Abwehrspielerin war in der Bundesliga lediglich für zwei Vereine aktiv: für den FCR 2001 Duisburg und der SG Essen-Schönebeck.

## Karriere

### Vereine
Hauer begann ihre Karriere beim Krefelder Stadtteilverein Linner SV. Im Jahre 2001 wechselte sie in die Jugendabteilung des FCR 2001 Duisburg. Nach nur einer Saison stieg sie in die erste Mannschaft auf. Am 17. August 2003 feierte sie gegen den FFC Brauweiler Pulheim ihr Bundesligadebüt. Mit Duisburg wurde sie zwischen 2005 und 2008 viermal in Folge Vizemeister und erreichte 2007 mit ihrer Mannschaft das Finale um den DFB-Pokal. Zudem gewann sie mit Duisburg in den Jahren 2009 und 2010 den DFB-Pokal sowie 2009 den UEFA Cup. Im Sommer 2010 wechselte sie zur SG Essen-Schönebeck. Im Januar kehrte sie zum FCR Duisburg zurück, für den sie jedoch nicht spielberechtigt war. Im Juni wurde ihre Vertragslaufzeit um ein Jahr verlängert. Von 2014 bis 2016 bestritt sie 26 Punktspiele für die zweite Mannschaft des MSV Duisburg in der drittklassigen Regionalliga West.

### Nationalmannschaft
Für die U17-Nationalmannschaft bestritt sie fünf Länderspiele, wobei sie am 12. Juni 2003 beim 2:1-Sieg im Testspiel gegen die Auswahl Schwedens debütierte. Für die U19-Nationalmannschaft kam sie von 2003 bis 2005 22 Mal als Nationalspielerin zum Einsatz; ihr Debüt gab sie am 15. Juli 2003 beim 2:1-Sieg im Testspiel gegen die Auswahl Kanadas, ihr letztes Spiel in dieser Altersklasse absolvierte sie am 29. Juni 2005 beim 5:0-Sieg im Testspiel gegen die Auswahl Norwegens.
Mit der U-19-Nationalmannschaft nahm sie 2003 und 2004 an der Europameisterschaft teil. Nach der Vizeeuropameisterschaft 2004 wurde sie im gleichen Jahr noch Weltmeisterin.
Ihren einzigen Einsatz für die U23-Nationalmannschaft hatte sie am 22. Mai 2008 bei der 0:1-Niederlage im Testspiel gegen die Auswahl der Vereinigten Staaten.

## Erfolge
- U-19-Weltmeister 2004
- UEFA-Women’s-Cup-Sieger 2009
- DFB-Pokal-Sieger 2009 und 2010
- Zweiter der Deutschen Meisterschaft 2005, 2006 und 2007
- DFB-Pokal-Finalist 2007

## Sonstiges
Hauer absolvierte eine Ausbildung zur Kauffrau im Groß- und Außenhandel.